# Gallenca
Il Gallenca è un torrente del Piemonte che scorre in provincia di Torino; bagna la Val Gallenca ed è tributario in destra idrografica del Torrente Orco.
A volte, specie nella bibliografia meno aggiornata, il torrente è anche noto come Gallenga.

## Corso del torrente
Nasce a circa 1750 m s.l.m. sul versante orientale del Monte Soglio; con andamento verso ovest passa tra Prascorsano e Canischio e riceve da sinistra l'apporto del Rio Brovino (o Bruino).
Lambito il comune di San Colombano Belmonte riceve ancora da sinistra il Rio Buasca dopodiché con una ampia curva sfiora la città di Cuorgnè e aggira il rilievo su cui sorge il Santuario di Belmonte.
Uscito nella pianura canavesana prende a dirigersi verso sud, viene scavalcato sia dalla ex Strada statale 460 di Ceresole che dalla Ferrovia Canavesana e segna per un tratto il confine tra i comuni di Cuorgnè e di Valperga.
Dopo aver lambito anche il comune di Salassa va infine a confluire nell'Orco a 331 m di quota.

## Dissesti
Le acque del torrente provocarono vari danni alla viabilità nella parte bassa della valle; in una guida dell'Ottocento viene per esempio riportato che "Scorrono per il territorio (di Cuorgnè, n.d.r.) i torrenti Orco e Gallenga, i quali nelle loro piene danneggiano grandemente lo stesso."

## Utilizzi

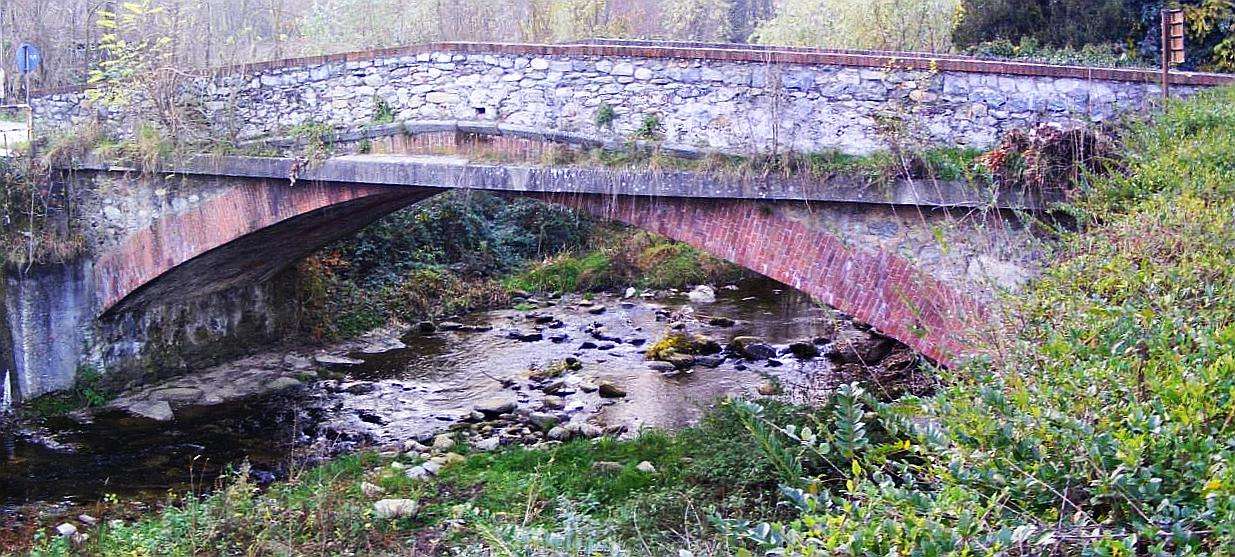
Il ponte che collega Cuorgnè con il Santuario di Belmonte

Nella parte intermedia della valle le acque del Gallenca servirono per vari secoli ad azionare attrezzature proto-industriali quali fucine, mulini e pestatoi per la canapa. Alcune di queste strutture sono ancora visibili; la proprietà delle stesse era dei Conti di Valperga, che a lungo gestirono in regime quasi monopolistico l'economia della zona.

Il Gallenca è in parte percorribile in canoa/kayak. Il torrente diventa parzialmente navigabile a valle del paese di Canischio con difficoltà di 5º-6º grado.
Più a valle la navigazione diventa meno tecnica e le difficoltà scendono al 2º-3º grado.

Per quanto riguarda la pesca le acque del torrente sono incluse in zone di ripopolamento sia per un breve tratto a monte del ponte della SP Prascorsano-Canischio sia nella zona tra il ponte della SP Cuorgnè-Prascorsano e un piccolo sbarramento presso la frazione Buasca.